# 아사카 다케카즈
아사카 타케카즈(일본어: 浅香武和, 1952년 ~ )는 '일본의 갈리시아 문화 대사'로서 칭송받고 있는 일본의 갈리시아어 연구자이다.

## 생애
1952년 일본 도쿄도에서 태어나 쓰다주쿠 대학에서 스페인어 강사를 역임하고 있다. 또한 일본 성심여자대학에서도 연구 과제 등에 참여하고 있다. 일본어로 갈리시아어 및 스페인어 교재 작성을 다수 진행했으며, 갈리시아어 작가의 작품들을 일본어로 번역하기도 했다.

## 저서
- 현대 갈리시아어 문법 (일본어: 現代ガリシア語文法, 갈리시아어: Gramática do galego moderno) ISBN 4-47501807-2 (1993년)
- 새 서반아어(스페인어)와의 만남 - 스페인어와 만난 일본인 (일본어: 新西班牙語事始め - スペイン語と出会った日本人) ISBN 978-4-8460-1662-3 (2018년, 논창(론소)사)[4]

## 참고 문헌
1. ↑  (갈리시아어) Veiga, Marta (2018년 3월 5일). “Takekazu Asaka: "O son do castelán fáiseme moi duro; reláxame escoitar o galego con gheada"”. 2018년 3월 9일에 확인함.
2. ↑  (갈리시아어) “O Día das Letras Galegas de 2018 estará dedicado a María Victoria Moreno Márquez”. Real Academia Galega. 2017년 6월 17일. 2018년 3월 9일에 확인함.
3. ↑  (일본어) “科研費 - 浅香武和”. NII. 2018년 3월 14일에 확인함.
4. ↑  (일본어) “新西班牙語事始め - 論創社”. 2018년 3월 14일에 확인함.